# Jan Pluta (fizyk)
Jan  Marian  Pluta (ur. w 1945) – polski fizyk, pracownik naukowy i nauczyciel akademicki, profesor Politechniki Warszawskiej, aktywny popularyzator wiedzy o promieniotwórczości i energii jądrowej.

## Życiorys
Otrzymał tytuł profesora nauk fizycznych (specjalizacja fizyka jądrowa, reakcje jądrowe) 18 kwietnia 2005. Jest kierownikiem Zakładu Fizyki Jądrowej na Wydziale Fizyki PW. Prowadzi badania w dziedzinie fizyki jądrowej, m.in. we współpracy ze specjalistycznymi zagranicznymi ośrodkami naukowymi, w tym:
- Europejską Radą Badań Jądrowych CERN ((fr.) Conseil Européen pour la Recherche Nucléaire) w Genewie
- Brookhaven National Laboratory, w którym jest stosowany akcelerator RHIC – Relativistic Heavy Ion Collider (zob. plazma kwarkowo-gluonowa)[4][5]
- Ecole des Mines de Nantes i laboratorium SUBATECH w Nantes
- Uniwersytetem w Jyväskylä
- Szkołą Fizyki Ciężkich Jonów w Budapeszcie.

W latach 2004–2011 był promotorem następujących prac doktorskich, wykonywanych w ramach międzynarodowych programów badawczych:
1. Hidden charm production in the relative heavy ion collisions registered in the STAR experiment (Daniel Kikoła, 2011),
2. Study of Meson-baryon correlations in ralativistic nuclear collisions registered by the STAR detector (Marcin Krzysztof Zawisza, 2010),
3. Analiza emisji nukleonów i lekkich fragmentów jądrowych w zderzeniach Ar-Ni przy energii 77 MeV na nukleon (Agnieszka Staranowicz, 2009),
4. Studies of baryon-baryon correlations in relativistic nuclear collisions registered at the STAR experiment (Hanna Paulina Zbroszczyk, 2008),
5. Ewolucja czasowo-przestrzenna zderzeń jądrowych obserwowana w eksperymencie ALICE poprzez analizę korelacji cząstek (Piotr Skowroński, 2006),
6. Badanie korelacji nieidentycznych mezonów przy małych prędkościach względnych w zderzeniach relatywistycznych ciężkich jonów rejestrowanych w eksperymencie STAR, (ang.) Studies of non-identical meson-meson correlations at low relative velocities in relativistic heavy-ion collisions registered in the STAR experiment (Adam Kisiel, 2004).
7. Analiza korelacji w układach dwunukleonowych emitowanych w zderzeniach ciężkich jonów (Michał Przewłocki, 2004).

Jest lub był członkiem Rad Naukowych:
- Instytutu Energii Atomowej (IEA, obecnie Narodowe Centrum Badań Jądrowych NCBJ)[8]
- Sieci Polskiej Fizyki Jądrowej (SPFJ)[9]Adam Kisiel
- Instytutu Fizyki Plazmy i Laserowej Mikrosyntezy (IFPiLM}[10]

Uczestniczy, jako ekspert, w spotkaniach organizowanych przez Państwową Agencję Atomistyki. Był współorganizatorem i czynnym uczestnikiem kongresów International Nuclear energy Congress, organizowanych w latach 2011 i 2012) przez Politechnikę Warszawską (Uczelniane Centrum Badawcze Zrównoważonych Systemów Energetycznych).
Jest aktywnym popularyzatorem wiedzy, np. na temat technik badawczych w dziedzinie fizyki jądrowej oraz wkładu Polaków w badania naukowe w tej dziedzinie. Przedstawia w internecie poglądowe prezentacje na temat potrzeby i możliwości rozwoju energetyki jądrowej w Polsce oraz militarnych zastosowań energii jądrowej. Przygotowuje prezentacje adresowane do dzieci i młodzieży.
Mieszka w Warszawie. Ma dwoje dorosłych dzieci (jest dziadkiem).